# Міна-пастка

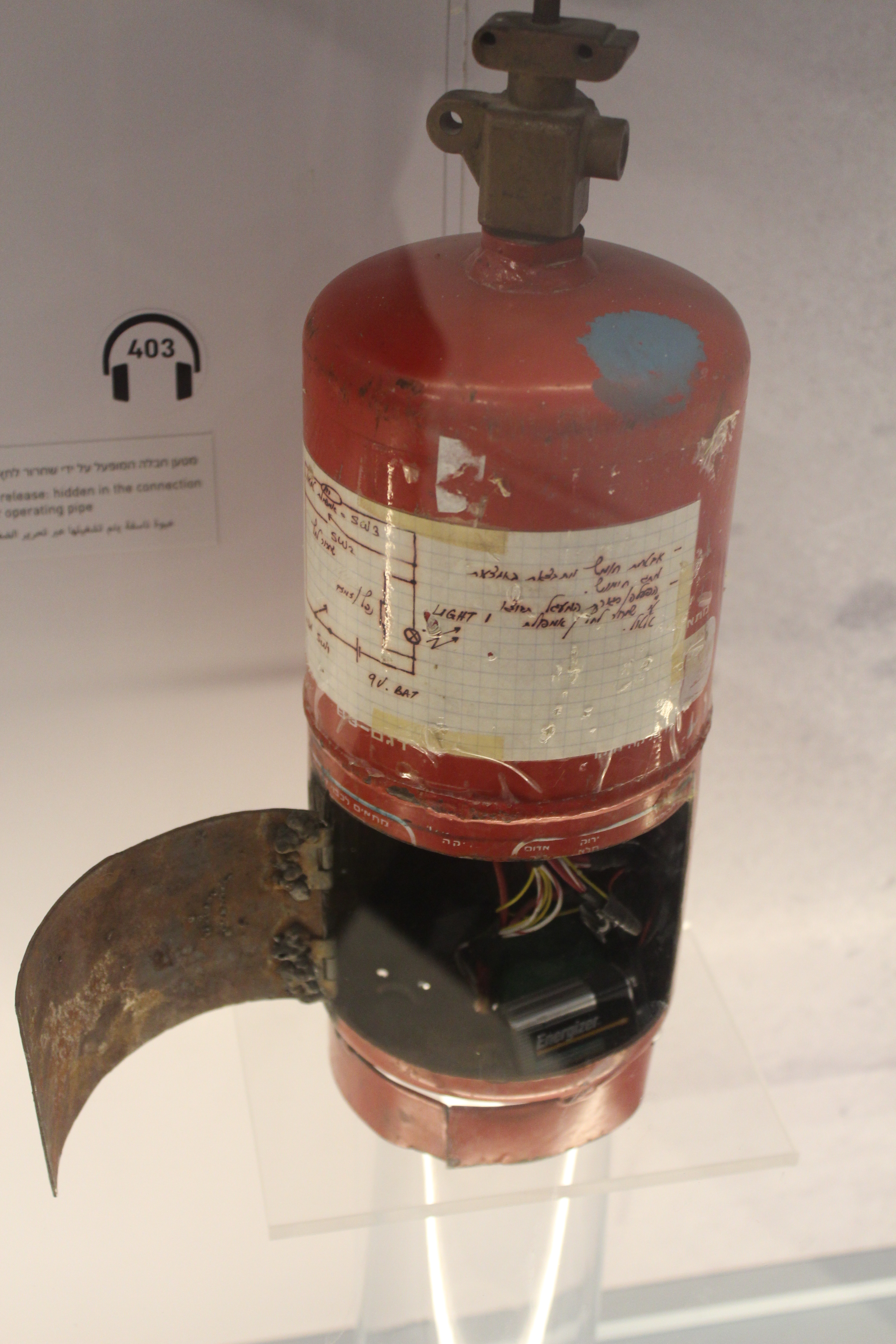
Міна-пастка, замаскована під вогнегасник

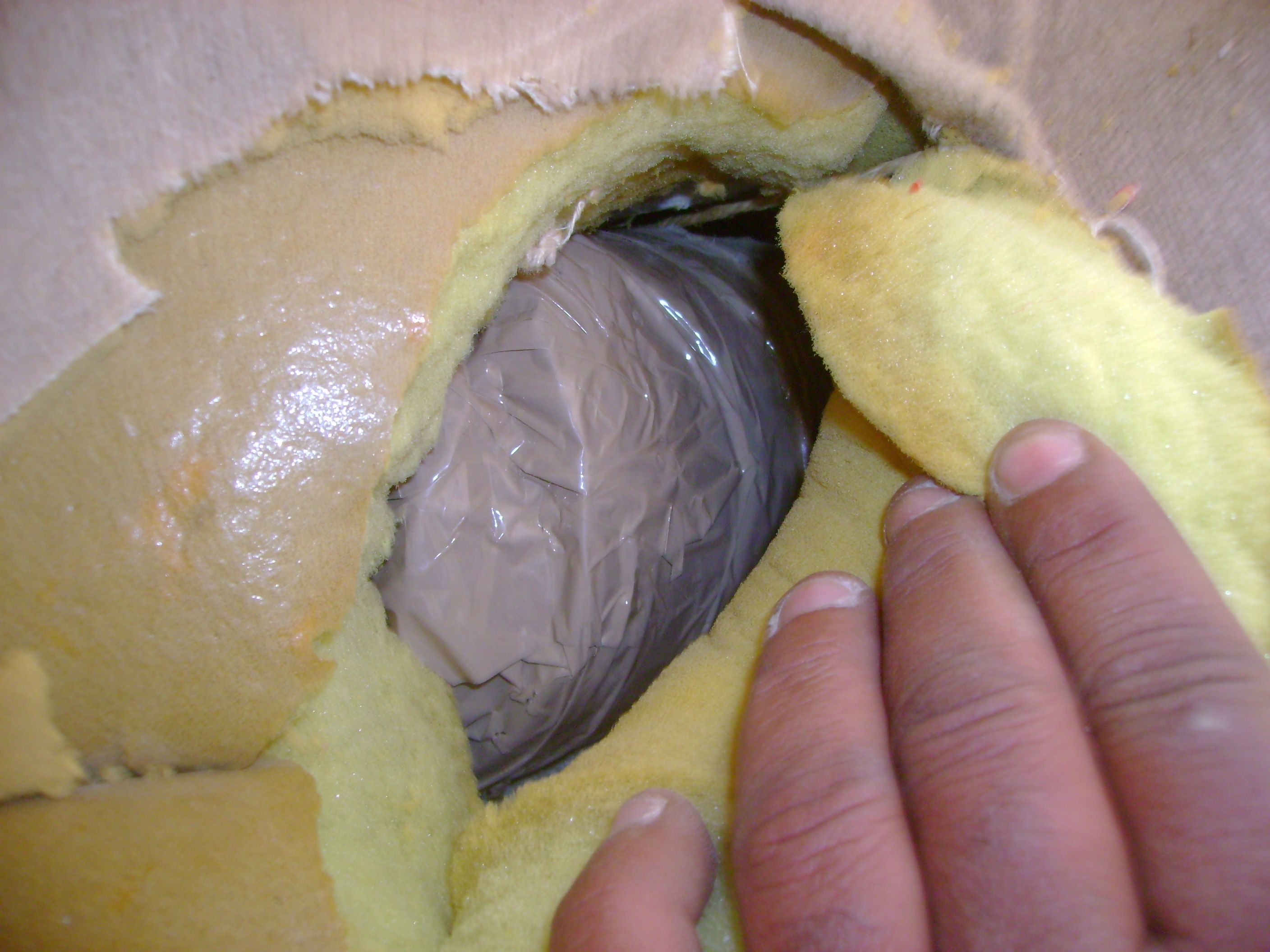
Саморобний вибуховий пристрій, влаштований у м'яке сидіння. Ірак. 2007

Міна-пастка, також міна-сюрприз — у військовій справі — різновид спеціальної інженерної або морської міни, що маскується під безпечний предмет, здатний привернути увагу військовослужбовця противника (або необізнану цивільну особу у разі застосування при здійсненні терористичного акту), або такої, що приховано розміщується у найбільш відвідуваних місцях і призначена для завдавання максимального ураження або спровокування хаосу серед військ противника. Часто може використовуватися в ролі пристрою невилучення для протипіхотних, протитанкових, протитранспортних, об'єктних і інших мін, що не мають власного подібного пристрою.
Крім того, штатна міна може використовуватися в ролі міни-пастки розвантажувальної дії, що підкладається під різні предмети військового призначення (зброя, боєприпаси, військове майно тощо), коштовності, цінні предмети побуту. Широкого застосування набуло використання мін-пасток терористичними організаціями при проведенні терактів.
Міна-пастка – будь-який пристрій чи матеріал, які спроектовані, сконструйовані чи пристосовані для того, щоб убивати чи завдавати ушкоджень, і які спрацьовують раптово, коли людина торкається  чи наближається до начебто нешкідливого предмета або здійснює здавалося б безпечну дію. 

## Зміст
Міни-сюрпризи і міни-пастки не застосовуються для вирішення будь-яких особливих тактичних завдань, крім як виведення з ладу живої сили противника та підриву його моралі. Зазвичай такі міни встановлюються при відступі, при рейдах в глибину оборони противника або при проникненні туди розвідувальних підрозділів. Їх можна встановлювати в будь-яких місцях. Ними мінують будівлі, трупи вбитих, залишене спорядження, машини тощо. Ефективність дії багато в чому залежить від того, наскільки майстерно вони встановлені й замасковані. Протипіхотні міни-пастки зазвичай виготовляються з артилерійських, мінометних боєприпасів, протитанкових мін, ручних гранат та інших типів вибухових речовин.
Спрацьовування мін-сюрпризів відбувається при безпосередньому тиску на детонатор, підніманні (зняття з міни) будь-якого безпечного на вигляд предмета, переміщенні (зрушуванні) будь-якого предмета, пов'язаного тонким дротом з детонатором міни, перерізанні дроту пов'язаної з детонатором міни, появі магнітних силових ліній, тепла, звуку, електромагнітної індукції і струмів високої частоти, замиканні електричного струму, з'єднанні обірваних проводів ліній високої напруги в містах підлягають відновленню, топці печей і камінів в покинутих та замінованих будинках.